# Пісківська сільська рада (Житомирський район)
Пісківська сільська рада — колишня адміністративно-територіальна одиниця та орган місцевого самоврядування у Іванківському (Левківському), Житомирському, Коростишівському районах і Житомирській міській раді Волинської округи, Київської й Житомирської областей Української РСР та України з адміністративним центром у с. Піски.

## Населені пункти
Сільській раді були підпорядковані населені пункти:
- с. Піски
- с. Скоморохи

## Населення
Кількість населення ради станом на 1923 рік становила 2 346 осіб, кількість дворів — 422.
Відповідно до результатів перепису населення СРСР, кількість населення ради, станом на 12 січня 1989 року, становила 2 491 особу.
Станом на 5 грудня 2001 року, відповідно до перепису населення України, кількість мешканців сільської ради становила 2 193 особи.

## Склад ради
Рада складалася з 16 депутатів та голови.

### Керівний склад сільської ради
| ПІБ                    | Основні відомості                                                 | Дата обрання | Дата звільнення |
| ---------------------- | ----------------------------------------------------------------- | ------------ | --------------- |
| Шефер Павліна Іванівна | Сільський голова, 1959 року народження, освіта, позапартійна      | 26.03.2006   | 31.10.2010      |
| Шефер Павліна Іванівна | Сільський голова, 1959 року народження, освіта вища, позапартійна | 31.10.2010   |                 |

Примітка: таблиця складена за даними джерела

## Історія
Створена 1923 року в складі сіл Піски та Скоморохи Левківської волості Житомирського повіту Волинської губернії. 16 лютого 1933 року, відповідно до постанови Київського облвиконкому «Про ліквідацію Андріївської сільради та утворення сільради в селі Скоморохах Житомирської приміської смуги», у с. Скоморохи створено окрему Скоморохівську сільську раду Житомирської міської ради Київської області.
Станом на 1 вересня 1946 року сільська рада входила до складу Житомирського району Житомирської області, на обліку в раді перебувало с. Піски.
11 серпня 1954 року, відповідно до указу Президії Верховної ради Української РСР «Про укрупнення сільських рад по Житомирській області», підпорядковано с. Скоморохи ліквідованої Скоморохівської сільської ради Житомирського району. 14 липня 1959 року, відповідно до рішення Житомирського облвиконкому № 652 «Про віднесення населеного пункту на території Пісківської с-р Житомирського р-н до категорії робітничих селищ», підпорядковано новоутворене робітниче селище Озерне. 7 січня 1963 року, відповідно до рішення Житомирського облвиконкому № 2 «Про зміну адміністративної підпорядкованості окремих сільських рад і населених пунктів», с-ще Озерне передане до складу новоутвореної Гуйвинської селищної ради Коростишівського району.
На 1 січня 1972 року сільська рада входила до складу Житомирського району Житомирської області, на обліку в раді перебували села Піски та Скоморохи.
Ліквідована 30 грудня 2016 року через об'єднання до складу Станишівської сільської територіальної громади Житомирського району Житомирської області.
Входила до складу Іванківського (Левківського, 7.03.1923 р.), Житомирського (14.05.1939 р., 4.01.1965 р.), Коростишівського (30.12.1962 р.) районів та Житомирської міської ради (15.09.1930 р.).